# Речновский сельсовет (Астраханская область)
Речно́вский сельсове́т — муниципальное образование в Астраханской области Харабалинского района, административный центр — село Речное.

## История
На основании решения Совета народных депутатов Астраханской области от 20 июля 1989 года был образован Речновский сельсовет.
6 августа 2004 года в соответствии с Законом Астраханской области № 43/2004-ОЗ установлены границы муниципального образования, сельсовет наделен статусом сельского поселения.

## Население
| 2010 | 2012 | 2013 | 2014 | 2015 | 2016 | 2017 |
| ---- | ---- | ---- | ---- | ---- | ---- | ---- |
| 900  | ↘897 | ↗900 | ↘892 | ↘889 | ↘882 | ↘879 |
| 2018 | 2019 | 2020 | 2021 |      |      |      |
| ↘870 | ↘862 | ↘854 | ↘847 |      |      |      |

## Состав сельского поселения
| № | Населённый пункт | Тип населённого пункта       | Население |
| - | ---------------- | ---------------------------- | --------- |
| 1 | Речное           | село, административный центр | ↘847      |